# 軌道 (力学系)
力学系における軌道（きどう）とは、初期条件に対して時間発展のルールを適用したときに定まる、相空間上の点の集合である。連続的な時間を仮定した系だと、軌道は相空間内で一本の曲線となり、離散的な時間を仮定した系だと、軌道は相空間内で点列となる。

## 定義

### 一般
力学系を定める相空間を X、時間を G、時間発展のルールを ϕ: G × X → X とする。ある t ∈ G に固定したときの ϕ を写像 ϕt と表し、X ∋ x ↦ ϕt(x) ∈ X である。G は結合法則 t1 + t2 (t1, t2 ∈ T) で表される群構造を持ち、ϕt は、
1. {\displaystyle \phi ^{e}=\mathrm {id} }
2. {\displaystyle \phi ^{t_{1}}\circ \phi ^{t_{2}}=\phi ^{t_{1}+t_{2}}}

という性質を満たす。ここで e は G の単位元、id は恒等写像、∘ は写像の合成を意味する。
このような力学系 X, T, ϕt において 
{\displaystyle O(x_{0})=\{x\in X\mid \phi _{t}(x_{0}),t\in T\}}
で定義される X の順序部分集合 O(x0) を軌道（英: orbit、英: trajectory）と呼ぶ。ただし、t が取り得る値は ϕt (x0) が定義されている範囲に限られる。O(x0) は「x0 を通る軌道」と呼ばれる。軌道の記号には、O(x0 の他に、𝒪(x0) 、C(x0) 、γ(x0) 、Γ(x0) 、Orb(x0) などの表記がある。
群論の言葉では軌道は次のように定義される。上記を満たす写像 ϕ を、群 G の集合 X への作用という。この作用 ϕ について、X 上の2点 x0, y が適当な t を選びさえすれば ϕt (x0) = y という関係を満たすとき、x0, y  は同値関係 x0 ∼ y にあると定義する。この同値関係によって X を分ける同値類が軌道 O(x0) である。
時間 G が整数 ℤ のときの力学系を離散力学系と呼び、G が実数 ℝ のときを連続力学系と呼ぶ。相空間上のどの点も初期値となりうるので、相空間は何かしらの軌道によって完全に埋め尽くされる。力学系理論の主目的は、系の軌道の性質・振る舞いを調べることにある。特に力学系理論の場合、時間が正または負の無限大に発散するときの漸近的振る舞いを問題とする。軌道同士の相互関係や、系に摂動が加わったときに起こる軌道全体の構造の変化なども力学系理論の題目である。

### 離散力学系

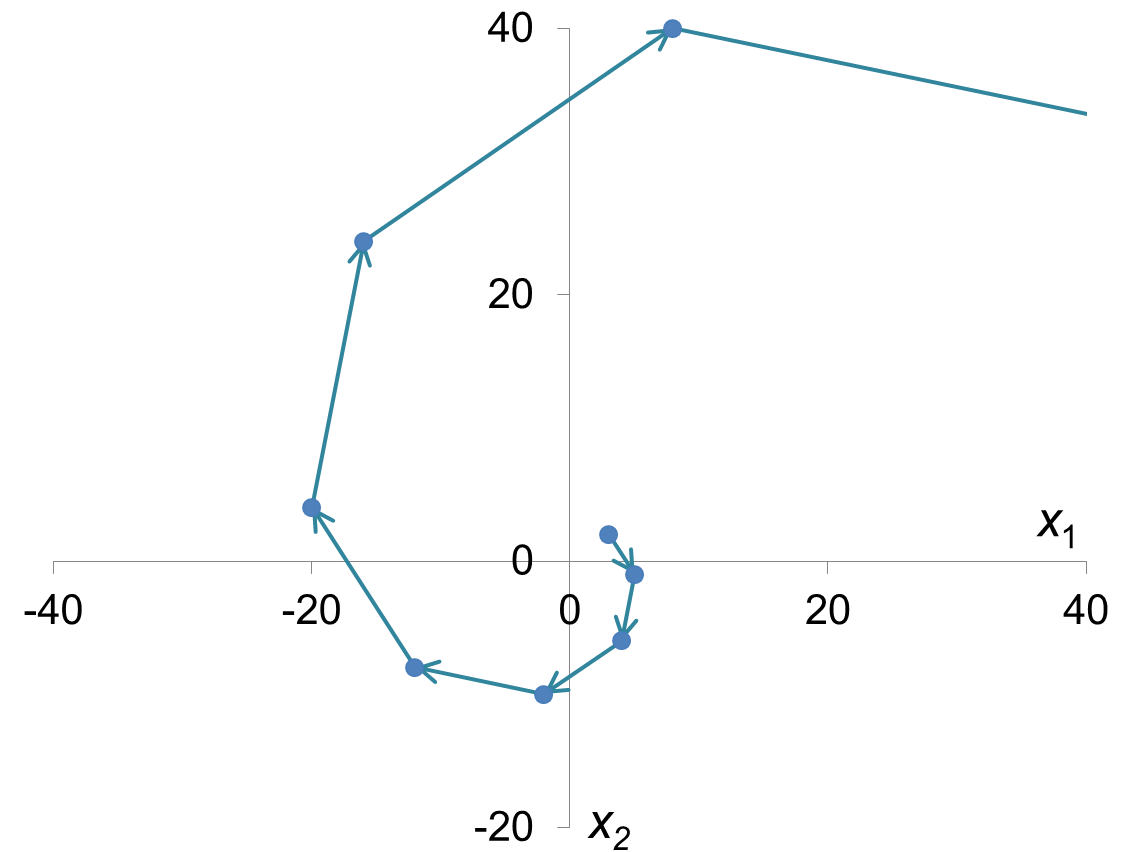
二次元離散力学系の軌道の例。実部が正の複素固有値を持つ線形系で、渦状源点型の軌道すなわち回転しながら原点から離れていく軌道を取る。軌道は相平面上の点列となる（点をつなぐ矢印は補助のために示されている）。

離散力学系は写像の反復によって定義される。相空間上のある点 x0 ∈ M に写像 f: M → M を繰り返し適用することで、x0, f (x0), f 2(x0), … f n(x), … という点列が得られる。点列は x0, x1 = f (x0), x2 = f 2(x0), … xn = f n(x0), … とも表す。この点列が離散力学系の軌道である。多くの力学系で f は連続写像である。
例えば、ℝ 上の正弦関数 f(x) = sin(x) で定義される離散力学系を考える。x0 = 123 とすると、
{\displaystyle {\begin{aligned}x_{0}&=123\\x_{1}&=-0.4599\ldots \\x_{2}&=-0.4438\ldots \\\vdots \\x_{300}&=-0.0975\ldots \\x_{301}&=-0.0974\ldots \\\vdots \end{aligned}}}
というような数列がその軌道である。
細かく分けると、点列 x0, f (x0), f 2(x0), … は特に前方軌道や正の半軌道と呼ばれ、O+(x0) や O+(x0) のように表す。
{\displaystyle O_{+}(x_{0})=\{f^{n}(x_{0})\mid n=0,\ 1,\,2,\ldots \}}
一方、f が可逆で逆写像 f −1 を持つとき、f 0 は恒等写像だとして、k < 0 についても写像の反復 f k が定義できる。それによって、x0, f −1(x0), f −2(x0), … という点列が定義でき、O−(x0) などのように表す。
{\displaystyle O_{-}(x_{0})=\{f^{n}(x_{0})\mid n=0,-1,-2,\ldots \}}
逆写像によって定まる点列 O−(x0) は後方軌道や負の半軌道と呼ばれる。正の半軌道と負の半軌道を足し合わせた集合
{\displaystyle {\begin{aligned}O(x_{0})&=\{f^{n}(x_{0})\mid n\in \mathbb {Z} \}\\&=\{\ldots ,\ f^{-2}(x_{0}),\ f^{-1}(x_{0}),\ x_{0},\ f(x_{0}),\ f^{2}(x_{0}),\ \ldots \}\\&=\{\ldots ,\ x_{-2},\ x_{-1},\ x_{0},\ x_{1},\ x_{2},\ \ldots \}\\\end{aligned}}}
を軌道や全軌道と呼ぶ。

### 連続力学系

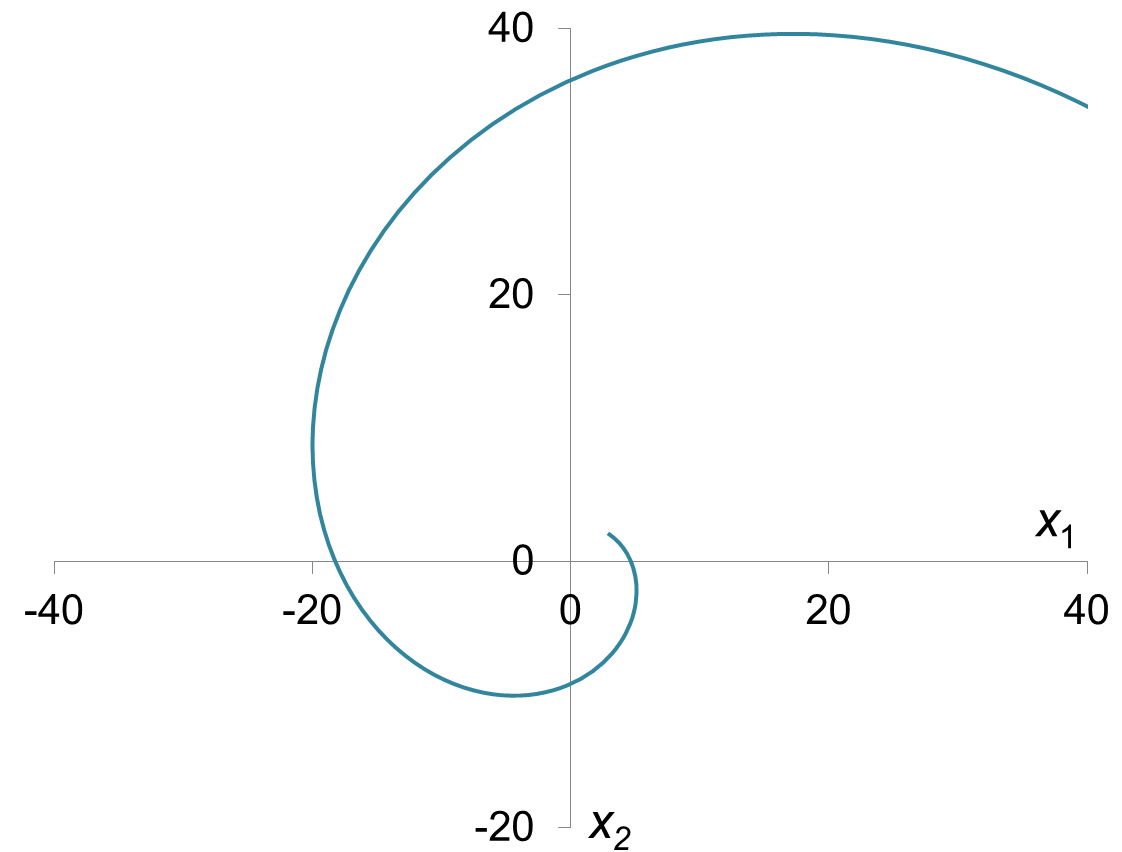
二次元連続力学系の軌道の例。実部が正の複素固有値を持つ線形系で、渦状源点型の軌道すなわち回転しながら原点から離れていく軌道を取る。軌道は相平面上の曲線となる。

連続力学系を定義する一番普通の方法は、微分方程式による定義である。相空間 X がユークリッド空間か多様体だとする。未知関数 x(t) ∈ X の常微分方程式系
{\displaystyle {\frac {dx(t)}{dt}}=V(x(t))}
を考える。この微分方程式が初期条件 x(0) = x0 を満たす解を x(t, x0) と表す。微分方程式を決めている関数 V(x) は X 上にベクトル場を与える。この解 x(t, x0) は上の節で一般的に定義した写像 ϕt (x0) と等しい。
微分方程式の解が存在する t の領域を I ⊂ ℝ とする。連続力学系の軌道とは、
{\displaystyle O(x_{0})=\{x(t,\ x_{0})\mid \ t\in I\}}
で定義される集合である。ただし、O(x0) には t が小さい方から大きい方に向かって向きが付いている。
簡単のために I = (−∞, ∞) だと仮定すれば、連続力学系の正の半軌道は、
{\displaystyle O_{+}(x_{0})=\{x(t,\ x_{0})\mid 0\leq t<\infty \}}
で定義され、負の半軌道は、
{\displaystyle O_{-}(x_{0})=\{x(t,\ x_{0})\mid -\infty <t\leq 0\}}
で定義される。正の半軌道と負の半軌道を足し合わせた集合
{\displaystyle O(x_{0})=\{x(t,\ x_{0})\mid t\in \mathbb {R} \}}
を離散力学系と同様に軌道や全軌道と呼ぶ。
連続力学系の x0 を通る軌道は、相空間上の x0 を通る一つの曲線に対応する。この曲線を微分方程式の解曲線とも呼ぶ。軌道（解曲線）上の各点 x にはベクトル場のベクトル V(x) が存在し、軌道に接している。解曲線のことを解軌道という風に呼ぶこともある。微分方程式を満たす解 x(t) を指して解軌道や軌道と呼ぶこともある。

## 特殊な軌道

### 不動点・平衡点
もっとも単純な軌道としては、離散力学系の不動点と連続力学系の平衡点がある。これら2つを共に「不動点」と呼んだり、「平衡点」と呼ぶこともある。以下では区別して記す。
離散力学系の不動点とは、写像 f を適用しても動かない点のことで、f (x0) = x0 を満たす点 x0 である。不動点 x0 での軌道は O(x0) = {x0, x0, x0,…}  という定数の列となる。連続力学系の平衡点とは、時間が経っても動かない点である。平衡点 x0 での軌道は O(x0) = {x0}  となる。微分方程式で定まる系の場合、定常解 x(t) ≡ x0 のことで、微分方程式の右辺（ベクトル場）V(x0) = 0 を満たす点 x0 が平衡点である。
ひとまとめされることがあるように不動点も平衡点も同じ性質のものだといえる。一般化された定義を与えると、時間発展のルール ϕt が任意の t ∈ G について ϕt(x0) = x0 を満たすときの x0 が不動点・平衡点である。不動点・平衡点を調べることは、一般の軌道を調べるよりも総じて容易であり、与えられた力学系を理解するための重要な手がかりとなる。

### 周期軌道
もう一つの比較的単純な軌道が周期軌道である。
離散力学系で、非零のある自然数 k > 0 について f k(x0) = x0 を満たす x0 を周期点と呼ぶ。条件を満たす最小の k を周期や最小周期と呼ぶ。そして、ある周期点を通る軌道を周期軌道と呼び、軌道は周期的であるという。周期 k の軌道だと
{\displaystyle O(x_{0})=\{x_{0},\ f(x_{0}),\ f^{2}(x_{0}),\cdots ,\ f^{k-1}(x_{0}),\ x_{0},\ f(x_{0}),\ f^{2}(x_{0}),\cdots \}}
のようになる。周期軌道の各点は全て同じ周期の周期点である。
連続力学系の場合、非零のある実数 T > 0 と任意の t について微分方程式の解が x(t + T, x0) = x(t, x0)  を満たすとき、解を周期解と呼ぶ。条件を満たす最小の T を周期や最小周期と呼ぶ。このような解の軌道、すなわち集合
{\displaystyle O(x_{0})=\{x(t,\ x_{0})\mid 0\leq t\leq T\}}
が連続力学系の周期軌道である。連続力学系の周期軌道は相空間上で閉曲線となり、そのため閉軌道とも呼ばれる。

### 準周期軌道
相空間がトーラスになると、準周期軌道という種類の軌道が存在し得る。2次元トーラス 𝕋2 上の
{\displaystyle {\frac {d\theta _{1}}{dt}}=\omega _{1}}
{\displaystyle {\frac {d\theta _{2}}{dt}}=\omega _{2}}
という微分方程式を考える。トーラスは 2π を法として得られる商集合 𝕋2 = ℝ2/2π ℤ2 と見なし、(θ1, θ2) ∈ 𝕋2 である。
比 ω2/ω1 が有理数のとき、この連続力学系の軌道はトーラス上で周期軌道となる。一方、ω2/ω1 が無理数のとき、任意の解は 𝕋2 上を稠密に埋めつくす。後者のような解を準周期解、軌道を準周期的であるあるいは準周期軌道と呼ぶ。軌道が準周期的なとき、軌道は閉じることも自己交差することもなく、トーラスに永久に巻きつきながら、トーラス上を軌道で埋め尽くす。一般の n 次元トーラス 𝕋n についても同種のことが成り立つ。
𝕋2 上の準周期軌道をポアンカレ写像によって離散力学系に落とし込むと、ポアンカレ断面でトーラスを切り取った格好となるので、準周期軌道は断面上で閉じた曲線として反映される。θ1 = 0 でポアンカレ写像を構成すると、
{\displaystyle f(\theta _{2})=\theta _{2}+2\pi (\omega _{2}/\omega _{1}){\pmod {2\pi }}}
となり、円周上の点を角度 2π(ω2/ω1) ずつ動かす写像になる。ω2/ω1 が無理数のとき、この写像の軌道は円周を稠密に埋め尽くす。離散力学系のこのような軌道も準周期的、準周期軌道と呼ばれることもある。